# Dasylophia angustipennis
Dasylophia angustipennis är en fjärilsart som beskrevs av William Schaus 1911. Dasylophia angustipennis ingår i släktet Dasylophia och familjen tandspinnare. Inga underarter finns listade i Catalogue of Life.